# 城野親德
城野 親德（しろの よしのり）は、日本の実業家、医師。東京都出身。ドクターシーラボ創業者。現在はシーズ・メディカルグループ代表、医療法人社団シーズ・メディカル理事長、シロノクリニック総院長、株式会社シーズインターナショナル代表取締役CEOの他、ジェネシスヘルスケア株式会社取締役名誉会長に就任。並びにシーズインベストメントLLP CEO、ペガサス・テック・ベンチャーズ ゼネラルパートナーとして成長企業に対して投資を行っており、起業家および投資家として活躍している。

## 来歴
1963年、東京都に生まれる。父は外科の開業医。1982年3月、武蔵高等学校中学校を卒業。1988年3月、慶應義塾大学医学部医学科を卒業。病院勤務を経て、渋谷区恵比寿にレーザー治療専門クリニックの草分けである「シロノクリニック」を開設。さらに、基礎化粧品を中心に取り扱うするドクターシーラボを設立した。日本レーザー医学会をはじめ複数の学界に所属し、テレビ・雑誌のコメンテーター活動も行う。
研修医時代には、アメリカでレーザー治療の技術を学び、1995年に美容皮膚科がまだ認知されていない日本で、レーザー治療専門クリニックを開院した経歴をもつ。

## 略歴
- 1988年 慶應義塾大学医学部卒業[4]
- 1988年 東京都済生会中央病院一般外科勤務[5]し、その後皮膚科へと専門を移し、レーザー治療研究を始める。
- 1990年 日本医用レーザー研究所に入所
- 1995年 シロノクリニックを開業
- 1999年 ドクターシーラボを設立し、取締役会長に就任
- 2001年 医療法人社団貴翠会（現医療法人社団シーズ・メディカル）理事長  (現任)
- 2003年 株式会社ドクターシーラボ取締役会長
- 2005年 株式会社シーインベストメント(現株式会社シーラボ・カスタマー・マーケティング）代表取締役社長
- 2008年 企業家ネットワーク 第10回年間優秀企業家賞を受賞[6]
- 2016年 株式会社シーズ・ラボ取締役
- 2017年 株式会社セドナエンタープライズ取締役
- 2018年 シーズインベストメントLLP CEO (現任)
- 2020年 ジェネシスヘルスケア株式会社取締役会長[7]
- 2020年 福島SiC応用技研株式会社社外取締役
- 2023年 株式会社J－BEAM取締役会長
- 2024年 株式会社シーズインターナショナル代表取締役CEO (現任)
- 2025年 ジェネシスヘルスケア株式会社取締役名誉会長 (現任)